# Frédéric III de Salm-Kyrbourg
Ne doit pas être confondu avec Jean Frédéric de Salm-Grumbach.
Frédéric, prince de Salm-Kyrbourg, né à Henri-Chapelle, dans le Limbourg le 3 mai 1744 et mort à Paris (guillotiné le 23 juillet 1794 (5 thermidor an II) est le dernier prince souverain de la principauté de Salm-Kyrbourg.

## Biographie
Issu de la Maison de Salm, il est le fils du prince Philippe de Salm Kyrbourg (1709-1779) et de la comtesse Marie-Thérèse de Hornes (1725-1783). Il a pour soeurs, Auguste Friederike de Salm Kyrbourg (1747-1822), mariée avec le prince Anne Emmanuel de Croÿ Solre, et Amélie Zéphyrine de Salm Kyrbourg (1760-1841), mariée avec le prince Aloys Antoine de Hohenzollern Sigmaringen.
Comme ses sœurs, il grandit à Paris, où il fait bâtir de 1782 à 1787 par l'architecte Pierre Rousseau l'hôtel de Salm (aujourd'hui Palais de la Légion d'honneur). Il s'y ruine si bien qu'en 1787, l'architecte, pour se payer de ses travaux, rachète l'hôtel, et le prince n'y est plus que locataire. Il songe même, selon la Gazette des Deux-Ponts, à marier son neveu, poitrinaire et qui ne peut raisonnablement espérer avoir d'enfants, à la fille de son entrepreneur, Thévenin, dans l'espoir qu'un titre de princesse apaise les exigences financières de ce dernier.
Pendant la Révolution française, il embrasse la cause populaire : il devient le commandant du bataillon de la Garde nationale de la section de la Fontaine-de-Grenelle, et fait de son hôtel le lieu de réunion d'un club très ardent, que les mauvaises langues appellent le Salmigondis. 
Pendant la Terreur, il est cependant arrêté le 13 germinal an II, et conduit à la prison des Carmes. Il est condamné à mort le 5 thermidor par le tribunal révolutionnaire sous le prétexte que « Salm, prince allemand, n'était, sous le masque du patriotisme, que l'agent caché de la coalition allemande contre la France », et guillotiné le même jour en même temps qu'Alexandre de Beauharnais, l'amant de sa sœur. Tous deux sont enterrés au cimetière de Picpus.

### Mariage et descendance
Il épouse à Strasbourg le 29 novembre 1781 Jeanne Françoise de Hohenzollern-Sigmaringen née le 5 mai 1765 à Sigmaringen, et décédée le 23 août 1790 à Kirn, onzième enfant et troisième fille de Charles-Frédéric de Hohenzollern-Sigmaringen (1724-1785) et de Jeanne de Hohenzollern-Berg (1727-1787). De cette union sont issus quatre enfants :
- Philippine-Frédérique-Wilhelmine (12 juillet 1783-4 décembre 1786).
- Frédéric-Henri-Othon (7 avril 1785-17 novembre 1786).
- Frédéric Emmanuel Othon Louis Philippe Konrad (9 octobre 1786-7 novembre 1786).
- Frédéric IV de Salm-Kyrbourg, prince de Salm-Kyrbourg, né à Paris le 14 décembre 1789 et mort à Bruxelles le 14 août 1859, épouse le 11 janvier 1815 Cécile Rosalie Prévôt, baronne de Bourdeaux, décédée le 12 février 1866, dont un fils.